# Tronchy
Tronchy ist eine französische Gemeinde mit 241 Einwohnern (Stand: 1. Januar 2022) im Département Saône-et-Loire in der Region Bourgogne-Franche-Comté. Sie gehört zum Arrondissement Louhans und zum Kanton Ouroux-sur-Saône (bis 2015 beim gelöschten Kanton Saint-Germain-du-Plain).

## Geografie

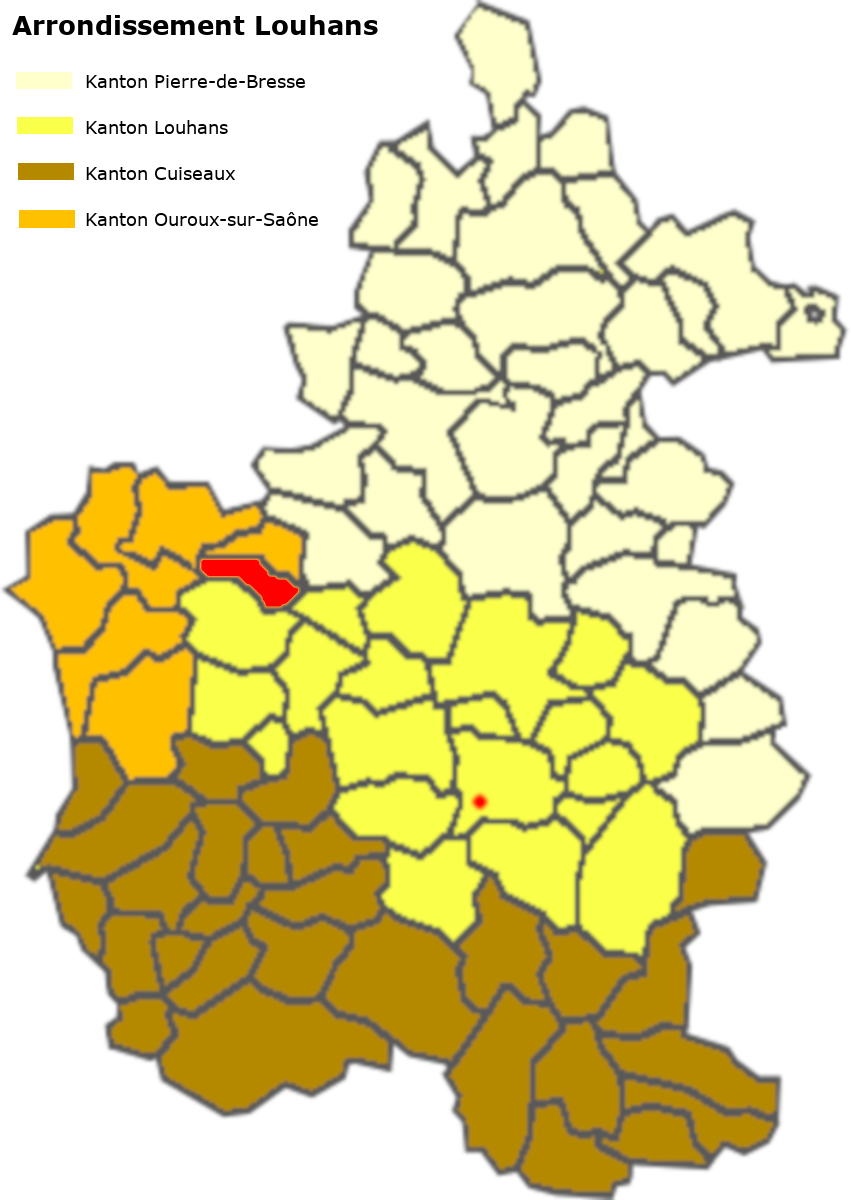
Lage der Gemeinde im Arrondissement Louhans

Die Gemeinde liegt in der Landschaft der Bresse, etwa 17 Kilometer ostsüdöstlich von Chalon-sur-Saône und 20 Kilometer nordwestlich von Louhans. Sie liegt im Westen des Arrondissement Louhans und wurde diesem bei der Neuordnung der Arrondissements im Jahr 2017 zugewiesen. 2015 wurden auch die Cantons neu geregelt und die Gemeinde gehört heute zum Canton d’Ouroux-sur-Saône, der frühere Canton de Saint-Germain-du-Plain wurde aufgelöst.
Die Gemeinde weist ihre größte Ausdehnung in Ost-West-Richtung auf, wobei das Gelände heute vorwiegend für Ackerbau genutzt wird. Lediglich östlich des Bourg finden sich größere, zusammenhängende Waldflächen. Allerdings deutet das Herzschild im Gemeindewappen darauf hin, dass ehemals umfangreiche Waldgebiete vorhanden waren. Das Siedlungsgebiet ist weitgehend beschränkt auf den Bourg. Etwa 2 Kilometer östlich des Bourg befindet sich die Moulin de la Coudre, die noch bis 1956 in Betrieb war.
Durch die Gemeinde fließt die Tenarre. Sie fließt von Norden, von Lessard-en-Bresse, durch das Gemeindegebiet in südlicher Richtung, bildet ein kurzes Stück die Gemeindegrenze und verlässt den Ort nach Saint-Étienne-en-Bresse. Sie nimmt auf ihrem Weg etliche Biefs auf, die der Bewirtschaftung der Étangs dienen.
Zur Gemeinde gehören folgende Weiler und Fluren: Bas-de-Tronchy, Bourglin, les Cassetiers, Champisseret, les Cottins, la Coudre, Curtil-au-Loup, Étang-Gillet, les Fourchettes, la Jonchère, Layer, la Montagne, Moulin-de-la-Coudre, la Neuzillière, les Rapillets, les Seures, les Vallots.

### Klima
Das Klima in Tronchy ist warm und gemäßigt. Es gibt das ganze Jahr über deutliche Niederschläge, selbst der trockenste Monat weist noch hohe Niederschlagsmengen auf. Die Klassifikation des Klimas nach Köppen und Geiger ist Cfb ((Gemäßigtes) Ozeanklima). Die Temperatur liegt im Jahresdurchschnitt bei 12,0 °C. Der wärmste Monat ist der Juli mit einer Durchschnittstemperatur von 21,2 °C, der kälteste der Januar mit 3,3 °C. Über ein Jahr verteilt summieren sich die Niederschläge auf 1055 mm, dabei ist der November mit 113 mm der niederschlagsreichste, während März als trockenster Monat 73 mm aufweist. Über das ganze Jahr werden etwa 2700 Sonnenstunden gezählt.
|                        | Jan | Feb | Mär  | Apr  | Mai  | Jun  | Jul  | Aug  | Sep  | Okt  | Nov  | Dez |   |      |
| Mittl. Temperatur (°C) | 3,3 | 4,0 | 7,6  | 11,2 | 15,1 | 19,2 | 21,2 | 20,8 | 17,0 | 12,9 | 7,4  | 4,1 | ⌀ | 12   |
| Mittl. Tagesmax. (°C)  | 6,2 | 7,7 | 12,0 | 15,8 | 19,4 | 23,9 | 25,9 | 25,5 | 21,5 | 17,0 | 10,5 | 6,9 | ⌀ | 16,1 |
| Mittl. Tagesmin. (°C)  | 0,7 | 0,7 | 3,3  | 6,4  | 10,3 | 14,2 | 16,2 | 15,9 | 12,8 | 9,3  | 4,5  | 1,6 | ⌀ | 8    |
|                        |     |     |      |      |      |      |      |      |      |      |      |     |   |      |
| Niederschlag (mm)      | 89  | 75  | 73   | 88   | 96   | 78   | 75   | 79   | 88   | 103  | 113  | 98  | Σ | 1055 |

| 0,7 |

| 0,7 |

| 3,3 |

| 6,4 |

| 10,3 |

| 14,2 |

| 16,2 |

| 15,9 |

| 12,8 |

| 9,3 |

| 4,5 |

| 1,6 |

| 0,7 |

| 0,7 |

| 3,3 |

| 6,4 |

| 10,3 |

| 14,2 |

| 16,2 |

| 15,9 |

| 12,8 |

| 9,3 |

| 4,5 |

| 1,6 |

## Toponymie
Die erste schriftliche Erwähnung des Ortes mit in parrochiatu de Tronchi geht zurück auf das Jahr 1303 in den Büchern des Bistums Chalon-sur-Saône. Es bestand also bereits damals eine Pfarrei. Der Name des Ortes hat sich über die Jahrhunderte nicht stark verändert, 1659 wird er als Troussi erwähnt und 1782 erhielt er noch den Zusatz en Bresse.
Ob es sich beim Ortsnamen tatsächlich um einen Verweis auf Baumstrünke handelt, ist ungewiss. Etymologisch taucht der Begriff 1298 auf als bûche, poutre (deutsch: Baumstamm, Balken). Tatsächlich heißt die westliche Nachbargemeinde L’Abergement-Sainte-Colombe. Wenn man die Etymologie von Abergement berücksichtigt, muss die Gegend wohl sehr waldreich gewesen sein.

## Geschichte
Tronchy war zu Beginn ein Anhängsel von Lessard-en-Bresse und gehörte zur Baronie Lessard. Im 18. Jahrhundert gehörten die Weiler Meix-Martin (heute: les Vallots), la Coudre und Bois-Velin zu Saint-Étienne-en-Bresse, dem Marquis de Perrigny, Teile von la Coudre und Layer gehörten zu Bellefond, heute in Saint-Martin-en-Bresse, einem Herrn Charles-Louis de la Rodde. Das heutige Gemeindegebiet war also ziemlich zerstückelt und nicht einheitlich. Offensichtlich wurde erst mit der Revolution eine eigentliche Gemeinde geschaffen.
In Bas-de-Tronchy bestand ein Herrenhaus, das möglicherweise durch Charles de Saulx 1630 erbaut wurde. Die Kirche war eine Filialkirche von Lessard-en-Bresse, war sehr klein, mit einem Chor aus Ziegelsteinen, einem Schiff aus Holzfachwerk und einem Turm mit Schindeldach. Sie stand an der Stelle des heutigen Friedhofs, wurde 1823 abgerissen und der Erlös wurde dazu benutzt, die Kirche in Lessard-en-Bresse mit zu finanzieren.
1838 bestand ein Holz- und Viehhandelsbetrieb und die Mühle la Coudre am Tenarre.

### Heraldik
Am 16. Dezember 2021 wird der Gemeinderat informiert, dass die Gemeinde offiziell ein Wappen besitzt und dieses an der Mairie angebracht und auf den offiziellen Papieren der Gemeinde aufgedruckt wird. Das Wappen ist modern und will auf die Besonderheiten der Gemeinde aufmerksam machen, ohne einen geschichtlichen Bezug.
Schräggeviert zeigt das Wappen in Feld 1: auf Blau ein silbernes Taubenhaus, im Feld 2: auf Grün ein silbernes widersehendes Schaf, im Feld 3: auf Grün ein silbernes Mühlrad, im Feld 4: auf Blau ein steigender Hermelinlöwe, auf einer silbernen Schräglinksleiste ein blauer gewellter Faden, als Herzschild auf Gold ein blauer bewurzelter Baumstamm mit einer eingeschlagenen schwarzen Axt.
Im Bulletin municipal 2022 wird die Bevölkerung über das Gemeindewappen orientiert. Im Feld 1 handelt es sich nicht um ein Taubenhaus, sondern um die Darstellung eines Fachwerkhauses mit Galerie, flankiert von zwei Türmen. Dadurch soll ausgedrückt werden, dass Tronchy sich darum bemüht, seine traditionellen Gebäude zu pflegen und zu erhalten. Insbesondere wurde in den Akten des Bistums Autun festgehalten, dass 1630 – 1632 ein Chalet de chasse (Jagdhaus) erbaut wurde, das möglicherweise einem Charles de Saulx-Tavanne gehörte. Das Lamm im Feld 2 soll als Symbol für Johannes den Täufer gelten. Die alte Kapelle von Tronchy, die sich beim heutigen Friedhof befand, war ihm geweiht. Das Mühlrad im Feld 3 bezieht sich auf die Mühle in la Coudre am Tenarre, die bis 1956 in Betrieb war. Der steigende Hermelinlöwe im Feld 4 bezieht sich auf die Gegend, in der der Ort liegt, nämlich die Bresse, deren inoffizielles regionales Wappen der steigende Hermelinlöwe auf Blau ist. Der silberne Schräglinksbalken mit dem blauen Faden stellt die Tenarre dar, die durch die Gemeinde fließt. Schließlich finden wir im Herzschild einen Baumstamm, der durch eine Axt gespalten wird. Zum einen weist dies darauf hin, dass bereits 1838 ein Holz- und Viehhandel in der Gemeinde erwähnt wird. Die Bresse war schon zu Cäsars Zeiten dicht bewaldet, sodass die Holzverarbeitung wohl eine lange Geschichte hat. Zugleich aber weist der tronche (frz. Holzklotz, Baumstumpf) auf den Namen der Gemeinde hin.

## Bevölkerung
| Tronchy: Einwohnerzahlen von 1793 bis 2020 | Tronchy: Einwohnerzahlen von 1793 bis 2020 | Tronchy: Einwohnerzahlen von 1793 bis 2020 | Tronchy: Einwohnerzahlen von 1793 bis 2020 | Tronchy: Einwohnerzahlen von 1793 bis 2020 |
| --- | ------------------------------------------ | ------------------------------------------ | ------------------------------------------ | ------------------------------------------ |
| Jahr |                                            |                                            |                                            | Einwohner                                  |
| 1793 | 1793                                       |                                            | 345                                        | 345                                        |
| 1800 | 1800                                       |                                            | 324                                        | 324                                        |
| 1806 | 1806                                       |                                            | 336                                        | 336                                        |
| 1821 | 1821                                       |                                            | 355                                        | 355                                        |
| 1831 | 1831                                       |                                            | 383                                        | 383                                        |
| 1836 | 1836                                       |                                            | 457                                        | 457                                        |
| 1841 | 1841                                       |                                            | 460                                        | 460                                        |
| 1846 | 1846                                       |                                            | 482                                        | 482                                        |
| 1851 | 1851                                       |                                            | 471                                        | 471                                        |
| 1856 | 1856                                       |                                            | 502                                        | 502                                        |
| 1861 | 1861                                       |                                            | 472                                        | 472                                        |
| 1866 | 1866                                       |                                            | 473                                        | 473                                        |
| 1872 | 1872                                       |                                            | 446                                        | 446                                        |
| 1876 | 1876                                       |                                            | 448                                        | 448                                        |
| 1881 | 1881                                       |                                            | 434                                        | 434                                        |
| 1886 | 1886                                       |                                            | 447                                        | 447                                        |
| 1891 | 1891                                       |                                            | 426                                        | 426                                        |
| 1896 | 1896                                       |                                            | 417                                        | 417                                        |
| 1901 | 1901                                       |                                            | 401                                        | 401                                        |
| 1906 | 1906                                       |                                            | 388                                        | 388                                        |
| 1911 | 1911                                       |                                            | 399                                        | 399                                        |
| 1921 | 1921                                       |                                            | 375                                        | 375                                        |
| 1926 | 1926                                       |                                            | 345                                        | 345                                        |
| 1931 | 1931                                       |                                            | 337                                        | 337                                        |
| 1936 | 1936                                       |                                            | 335                                        | 335                                        |
| 1946 | 1946                                       |                                            | 301                                        | 301                                        |
| 1954 | 1954                                       |                                            | 277                                        | 277                                        |
| 1962 | 1962                                       |                                            | 270                                        | 270                                        |
| 1968 | 1968                                       |                                            | 243                                        | 243                                        |
| 1975 | 1975                                       |                                            | 216                                        | 216                                        |
| 1982 | 1982                                       |                                            | 218                                        | 218                                        |
| 1990 | 1990                                       |                                            | 205                                        | 205                                        |
| 1999 | 1999                                       |                                            | 186                                        | 186                                        |
| 2006 | 2006                                       |                                            | 212                                        | 212                                        |
| 2009 | 2009                                       |                                            | 232                                        | 232                                        |
| 2014 | 2014                                       |                                            | 253                                        | 253                                        |
| 2020 | 2020                                       |                                            | 245                                        | 245                                        |
| Quelle(n): EHESS/Cassini bis 2006, ab 2009 INSEE Anmerkung(en): • Ab 1962 offizielle Zahlen ohne Einwohner mit Zweitwohnsitz • Höchste Einwohnerzahl 1856 mit 502, tiefste Einwohnerzahl 1999 mit 186 (37,1 % vom Maximum) |                                            |                                            |                                            |                                            |

| Bevölkerungsstruktur | Anzahl Einwohner | männlich | weiblich | davon Ausländer | Anteil % |
| -------------------- | ---------------- | -------- | -------- | --------------- | -------- |
|                      | 242              | 123      | 119      | 1               | 0,4      |

| Männer | Alterstufe | Frauen |
| ------ | ---------- | ------ |
| 1      | 90 + älter | 0      |
| 9      | 75–89      | 9      |
| 23     | 60–74      | 26     |
| 25     | 45–59      | 28     |
| 30     | 30–44      | 21     |
| 10     | 15–29      | 15     |
| 25     | 0–14       | 19     |

Die Bevölkerungsstruktur zwischen Männern und Frauen ist ziemlich ausgeglichen. Dabei sind 50 % der Bevölkerung jünger als 45 Jahre. Die Gruppe der unter 15-Jährigen macht 18,2 % aus. Demgegenüber sind 28 % der Einwohner älter als 60 Jahre und damit im Rentenalter. Diese Struktur dürfte auf die Tatsache zurückzuführen sein, dass seit 1999 dank der Bautätigkeit die Wohneinheiten um 30 % zugenommen haben. Dadurch dürfte ein Zuzug von jungen Familien mit Kindern erfolgt sein.
| Wohnstruktur               | Anzahl Wohneinheiten | davon Häuser | Wohnungen | sonstige |
| -------------------------- | -------------------- | ------------ | --------- | -------- |
|                            | 124                  | 122          |           | 2        |
| davon Hauptwohnsitz        | 106                  |              |           |          |
| Zweit- oder Ferienwohnsitz | 7                    |              |           |          |
| vakant                     | 11                   |              |           |          |

## Wirtschaft und Infrastruktur

### Unternehmen, Betriebe, Ladengeschäfte und Einrichtungen
In der Gemeinde gibt es nebst der Mairie (Gemeindehaus) folgende Unternehmen nach Branchen:
| Branche                                                           | Anzahl Betriebe |
| ----------------------------------------------------------------- | --------------- |
| Industrie und verarbeitendes Gewerbe                              |                 |
| Baugewerbe                                                        | 2               |
| Groß- und Einzelhandel, Verkehr, Beherbergung und Gastronomie     | 5               |
| Information und Kommunikation                                     |                 |
| Finanz- und Versicherungsdienstleistungen                         |                 |
| Grundstücks- und Wohnungswesen                                    |                 |
| Freiberufliche, wissenschaftliche und technische Dienstleistungen |                 |
| Öffentliche Verwaltung, Unterricht, Gesundheits- und Sozialwesen  | 1               |
| Sonstige Dienstleistungen                                         | 3               |
| Land- und Forstwirtschaftsbetriebe                                | 4               |

In der Gemeinde befinden sich eine Schreinerei/Zimmerei und ein Installateurbetrieb. Im Ort befindet sich eine Turn- und Sporthalle, ein Restaurant und eine Gîte. Mit den Gütern des täglichen Bedarfs versorgen sich die Einwohner weitgehend in Saint-Germain-du-Bois.

### Geschützte Produkte in der Gemeinde
Als AOC-Produkte sind in Tronchy Volaille de Bresse und Dinde de Bresse zugelassen.

### Bildungseinrichtungen
In der Gemeinde besteht eine École primaire (École maternelle und École élémentaire), die der Académie de Dijon untersteht und von 23 Kindern besucht wird. Für die Schule gilt der Ferienplan der Zone A.